# Santa Bárbara do Sapucaí
Santa Bárbara do Sapucaí é um distrito do município brasileiro de Piranguinho, no interior do estado de Minas Gerais. Segundo o censo demográfico de 2022, realizado pelo Instituto Brasileiro de Geografia e Estatística (IBGE), sua população era de 2 078 habitantes e havia 699 domicílios particulares permanentes ocupados. Possui área de 18,28 km² conforme a Fundação João Pinheiro (FJP). Foi criado pela lei nº 910 de 29 de abril de 2004.
De acordo com o IBGE, em 2010 a população era de 1 707 habitantes e havia 627 domicílios particulares.